# 전자식 차동 제한장치
전자식 차동 제한장치(영어: electronic-Limited Slip Differential, e-LSD)는 2017년 9월 27일 개발 및 양산화 된, 전자 제어 방식의 클러치를 이용해 자동차 바퀴의 구동력을 제어하는 기술이다.

## 상세

### 전륜 차량
전륜 차량에 장착될 경우, 핸들링 성능이 개선되어 코너링할 때 발생하는 언더스티어(under steer) 현상 혹은 오버스티어(over steer) 현상을 최소화한다.

### 후륜 차량
후륜 차량에 장착될 경우, 차축을 회전시키는 힘이 강해져 진흙, 모래, 눈길 등 험로에서 필요한 탈출 성능이 향상된다. 유압식 액추에이터를 이용해 노면 상태와 주행 상황에 따라 발생하는 압력 변화를 인지하고 자동차 바퀴의 구동력을 제어한다.

## 같이 보기
- 제어 장치
- M-LSD
- 휠
- 4륜구동